# Christoph Eichhorn
Christoph Eichhorn (* 8. September 1957 in Kassel) ist ein deutscher Schauspieler und Regisseur.

## Leben
Christoph Eichhorn ist der Sohn des Schauspielers Werner Eichhorn und einer Souffleuse. Bereits während seiner Schulzeit war er Statist an den Städtischen Bühnen Frankfurt. Dort übernahm er 1971 in einer Bühnenfassung von Jim Knopf und Lukas der Lokomotivführer seine erste Theaterrolle.
Er spielte mit 15 Jahren seine erste Rolle in einem Kinofilm und war von 1972 bis 1977 am Bochumer Schauspielhaus engagiert. 1982 wurde er durch die Verkörperung des Hans Castorp in Hans W. Geißendörfers Verfilmung Der Zauberberg, nach Thomas Manns Roman, deutschlandweit bekannt. In der Folgezeit spielte er in einer Reihe von Spielfilmen, seit den 1990er-Jahren tritt er jedoch vor allem als Seriendarsteller – viel in Nebenrollen – auf. Unter anderem war er 1991 auch als Sprecher des Schimpansen Bubu in dem sechsteiligen Marionettenspiel Drei Dschungeldetektive der Augsburger Puppenkiste tätig.
1980 führte er in dem Kurzfilm Freia und Ferry zum ersten Mal Regie, seit Ende der 1990er-Jahre stellt dies seine Haupttätigkeit dar.
1992 übernahm er eine Rolle in dem Hörspiel Kontrollierte Gefühle von Heinz-Werner Geisenberger beim Hessischen Rundfunk. Das Stück wurde im gleichen Jahr mit dem Ingeborg-Drewitz-Preis ausgezeichnet. Ebenfalls 1992 übernahm er eine Rolle in dem Hörspiel Negativ, weil positiv von Heinz-Werner Geisenberger beim Hessischen Rundfunk. Das Stück erhielt 1993 den Medienpreis der Deutschen AIDS-Stiftung.
In einem im Februar 2021 im SZ-Magazin veröffentlichten Interview outete sich Eichhorn gemeinsam mit 185 lesbischen, schwulen, bisexuellen, queeren, nicht-binären und trans* Schauspielern. Gemeinsam mit Eva Meckbach und Karin Hanczewski initiierte er die Initiative #actout, um in der Gesellschaft mehr Akzeptanz zu gewinnen und um in seiner Branche mehr Anerkennung in Film, Fernsehen und auf der Bühne zu fordern.

## Hörspiele (Auswahl)
- 2002: Umberto Eco: Baudolino – Regie: Leonhard Koppelmann

## Filmografie (Auswahl)

### Darsteller
- 1973: Die Zärtlichkeit der Wölfe
- 1978–1996: Der Alte (6 Folgen)
- 1979: Tatort – Die Kugel im Leib
- 1979: Ein Kapitel für sich
- 1979: Neonschatten
- 1980: Die unsterblichen Methoden des Franz Josef Wanninger: 2 Folgen
- 1980: Kaiserhofstraße 12
- 1980: Luftwaffenhelfer
- 1981: Exil
- 1982: Die Chance
- 1982: Der Zauberberg
- 1983: Kiez – Aufstieg und Fall eines Luden
- 1984: Tränen in Florenz
- 1985: Die Frau mit den Karfunkelsteinen
- 1985: Derrick – Ein unheimlicher Abgang
- 1985: Peter der Große
- 1985: Die Frau mit den Karfunkelsteinen (Fernsehfilm)
- 1986: Kunyonga – Mord in Afrika
- 1986: Mademoiselle Fifi
- 1986: Derrick – Die Nacht, in der Ronda starb
- 1987: Die Geierwally
- 1987: Derrick – Ein Weg in die Freiheit
- 1988: Derrick – Die Stimme
- 1989: Derrick – Mozart und der Tod
- 1989: Hard Days, Hard Nights
- 1990: Stauffenberg – Verschwörung gegen Hitler
- 1991: Ende der Unschuld
- 1992: Der Fahnder – Betriebsgeheimnis
- 1992: Begräbnis einer Gräfin (Fernsehfilm)
- 1992: Lindenstraße (TV-Serie)
- 1993: Motzki (Fernsehserie, 1 Folge)
- 1993: Die Denunziantin
- 1993: Rosenemil
- 1993: Glückliche Reise – Mallorca (Fernsehreihe)
- 1994: Tödliches Erbe
- 1994: Derrick – Ein Mord und lauter nette Leute
- 1995: Großstadtrevier (5 Folgen)
- 1996: Das Geheimnis des Sagala (TV-Serie)
- 1997: Lukas – Alte Freunde
- 1999: Traumfrau mit Nebenwirkungen
- 2001: Escape to Life – Die Erika und Klaus Mann Story

### Regisseur
- 1982: Die Chance
- 1988: Der Weg zum Ruhm
- 1989: Jenseits von Blau
- 1995: Der Mann auf der Bettkante
- 1998–1999: Alarm für Cobra 11 – Die Autobahnpolizei (TV-Serie, 2 Folgen)
- 1998: Im Namen des Gesetzes (TV-Serie, 2 Folgen)
- 2000–2006: Balko (TV-Serie, 11 Folgen)
- 2001: Die Kumpel (TV-Serie, eine Folge)
- 2003: Denninger – Der Mallorcakrimi (TV-Seri, 2 Folgen)
- 2007–2011: Krimi.de/Erfurt (TV-Serie, 7 Folgen)
- 2007–2010: SOKO Leipzig (TV-Serie, 32 Folgen)
- 2009–2013: Ein Fall für Zwei (TV-Serie, 6 Folgen)
- seit 2010: SOKO Stuttgart (TV-Serie, über 40 Folgen)
- 2011–2016: SOKO Köln (TV-Serie, 18 Folgen)
- 2015–2016: Matterns Revier (TV-Serie, 2 Folgen)
- 2017: Heldt (TV-Serie, 3 Folgen)
- 2019: Morden im Norden (TV-Serie, 4 Folgen)
- 2022: Frühling (Fernsehreihe, 2 Folgen)

## Auszeichnungen
Regisseur
- 2008
  - Erich Kästner-Fernsehpreis – Folge 11 „Kein Zurück“, Krimi.de/Erfurt
  - Goldener Spatz – Folge 8 „Flinke Finger“, Krimi.de/Erfurt
- 2009
  - Goldener Spatz – Folge 16 „Chatgeflüster“, Krimi.de/Erfurt
  - Emil – Folge 16 „Chatgeflüster“, Krimi.de/Erfurt
- 2010
  - Robert-Geisendörfer-Preis – Folge 21 „Rechte Freunde“, Krimi.de/Erfurt (Kategorie Kinderprogramme)